# Antrodicus falcatus
Antrodicus falcatus är en mångfotingart som beskrevs av Gulicka 1967. Antrodicus falcatus ingår i släktet Antrodicus och familjen Anthroleucosomatidae. Inga underarter finns listade i Catalogue of Life.